# Heinrich Lorenz (Politiker, 1862)

Heinrich Lorenz, etwa 1923

Heinrich Lorenz (* 8. März 1862 in Döbeln, Sachsen; † 21. Januar 1946 in Chemnitz) war ein Zigarrensortierer, Konsumgenossenschafter und Geschäftsführer der Großeinkaufs-Gesellschaft Deutscher Consumvereine m. b. H. (GEG), Hamburger Bürgerschaftsabgeordneter, Senator (SPD).

## Leben
Lorenz besuchte die Volksschule in Döbeln. Von seinem neunten Lebensjahr an arbeitete er in Zigarrenfabriken, nachdem er schon vorher in der Hausindustrie tätig war. Nach seiner Schulzeit erlernte der den Beruf des Zigarrensortierers und war als solcher in verschiedenen Orten in Sachsen tätig. Im Jahr 1889 wurde er in einer Chemnitzer Zigarrenfabrik Werkführer. Er schloss sich 1880 der Sozialdemokratie an und betätigte sich dort schon in jungen Jahren politisch und agitatorisch. 1885 wurde er in den Unterstützungsverein der deutscher Zigarrensortierer in Oederan gewählt.
Seit 1890 wirkte er in verschiedenen kleineren Konsumvereinen. 1894 wurde er Geschäftsführer vom Allgemeinen Konsumverein Chemnitz e.G.m.b.H. Lorenz wurde 1896 für seinen Konsumverein in den Aufsichtsrat der 1894 gegründeten Großeinkaufs-Gesellschaft Deutscher Consumvereine m.b.H. (GEG) gesandt. Er betätigte sich weiterhin politisch für die SPD und wurde für diese von 1898 bis 1902 Stadtverordneter von Chemnitz.
Im Jahr 1899 unternahm er mit sechs anderen Aufsichtsratsmitgliedern der GEG, ihrem Geschäftsführer Ernst August Scherling und einem weiteren Konsumgenossenschafter auf Einladung der Co-operative Wholesale Society Limited (C.W.S) eine Englandreise, um die Organisation und Betriebe der C.W.S. kennenzulernen. Diese Reise war für ihn, wie für die anderen Teilnehmer, insbesondere der Anstoß die Eigenproduktion der GEG zu forcieren.
1902 folgte er zweimal kurzfristig Adolf Gustav Seifert in Positionen: Er war kurze Zeit Aufsichtsratsvorsitzender der GEG und zum Schedewitzer Konsumverein gewechselt. Bereits am 7. September wurde er dann als Nachfolger für einen von drei Geschäftsführern neben Ernst August Scherling und Adolf Seifert gewählt. Diesen Posten trat er am 1. Januar 1903 an, den er bis zu seiner Pensionierung 1930 mit einer kleinen Unterbrechung innehaben sollte.
Im Jahr 1913 war Lorenz an der Gründung der Volksfürsorge beteiligt und wurde in den Vorstand berufen. Lorenz war während des Ersten Weltkriegs weiter für die GEG tätig und wurde 1916 zusätzlich in den Beirat des Reichskriegsernährungsamt gewählt, um zu helfen die prekäre Versorgungslage, die aufgrund des Krieges herrschte, zu bessern.
Bei den Neuwahlen für die Hamburger Bürgerschaft 1919 erlangte Lorenz ein Mandat für die SPD. Der Bürgerschaft gehörte er bis 1921 an. Lorenz galt als Wirtschaftsfachmann, deshalb wurde er am 28. März 1919 in den Hamburger Senat gewählt. Als er meinte, dort die Interessen der Arbeiterschaft nicht genügend vertreten zu können, trat er zusammen mit Henry Everling am 30. Juni 1919 zurück.
Nach Ausscheiden aus dem Senat wurde Lorenz wieder Geschäftsführer der GEG. In der Zeit von 1921 bis 1924 wurde von der GEG in Chemnitz ein großes Lager und Verwaltungsgebäude (so genannte Handelszentrale Chemnitz), unter dem nordischen Namen Neue Kauffahrtei, gebaut. Architekt war Erich Basarke. Die Kauffahrtei gehört heute dem Zentralkonsum. Seit 1920 war Lorenz Mitglied des Vorläufigen Reichswirtschaftsrats, dem er bis 1933 angehörte.
Lorenz gehörte viele Jahre zum Vorstand des Zentralverband deutscher Konsumvereine (ZdK). Dort wurde er 1924 Vorsitzender des Gesamtvorstandes, der sich aus ehrenamtlichen und geschäftsführenden Mitgliedern zusammensetzte.

## Würdigungen
- Anlässlich seines 25-jährigen Dienstjubiläums als Geschäftsführer bei der GEG wurde 1928 von der Gesellschaft eine Stiftung errichtet, die seinen Namen trägt. Sie unterhielt ein Erholungsheim in Oberhof (Thüringen) für Mitarbeiter deutscher Konsumgenossenschaften.
- In Chemnitz ist eine Straße und eine Brücke nach Heinrich Lorenz benannt.
- Ein Frachtmotorschiff der GKG - Gemeinwirtschaftliche Kohlenhandelsgesellschaft (einer Tochtergesellschaft der GEG) - wurde am 16. März 1954, dem 60. Jahrestag der Gründung der GEG auf den Namen Heinrich Lorenz getauft.[2] Es wurde von der Werft Jos. L. Meyer in Papenburg (Ems) gebaut. Das Schiff war 78 m lang und 12,40 m breit. Die Tragfähigkeit beträgt 3200 tdw, die Geschwindigkeit 14 Knoten. Angetrieben wurde das Schiff von zwei über eine elektro-magnetische Schlupfkuppelung der AEG auf einen Propeller arbeitende 8-Zylinder-Deutz-Diesel-Motoren mit je 1230 PS. Abgeliefert wurde es in Emden an die GKG am 14. Juli 1954. Koreespondenzreeder war die Reederei Fisser v. Doornum.[3][4][5]